# 韓陽
韩阳（?—?），战国时期韩国的公子。
前263年（周赧王五十二年、秦昭襄王四十四年、韩桓惠王十年），秦国攻打韩国，兵至荥阳和太行山。韩国派成阳君去秦国谢罪，请割让上党之地。命韩阳告知上党守靳黈，靳黈不同意，坚持死守。韩阳回报韩桓惠王，韩桓惠王说自己已经答应应侯范雎，于是派冯亭取代靳黈担任上党守。冯亭献地赵国，揭开了长平之战的序幕。前249年（秦庄襄王元年、韩桓惠王二十四年），韩阳在三川带兵想要回国，足强为他对韩桓惠王说：“三川已经归服韩阳了，大王知道吗，服役的人都想拥立公子韩阳。韩桓惠王于是把韩阳等在三川带兵的诸公子都召回国来。